# Placer

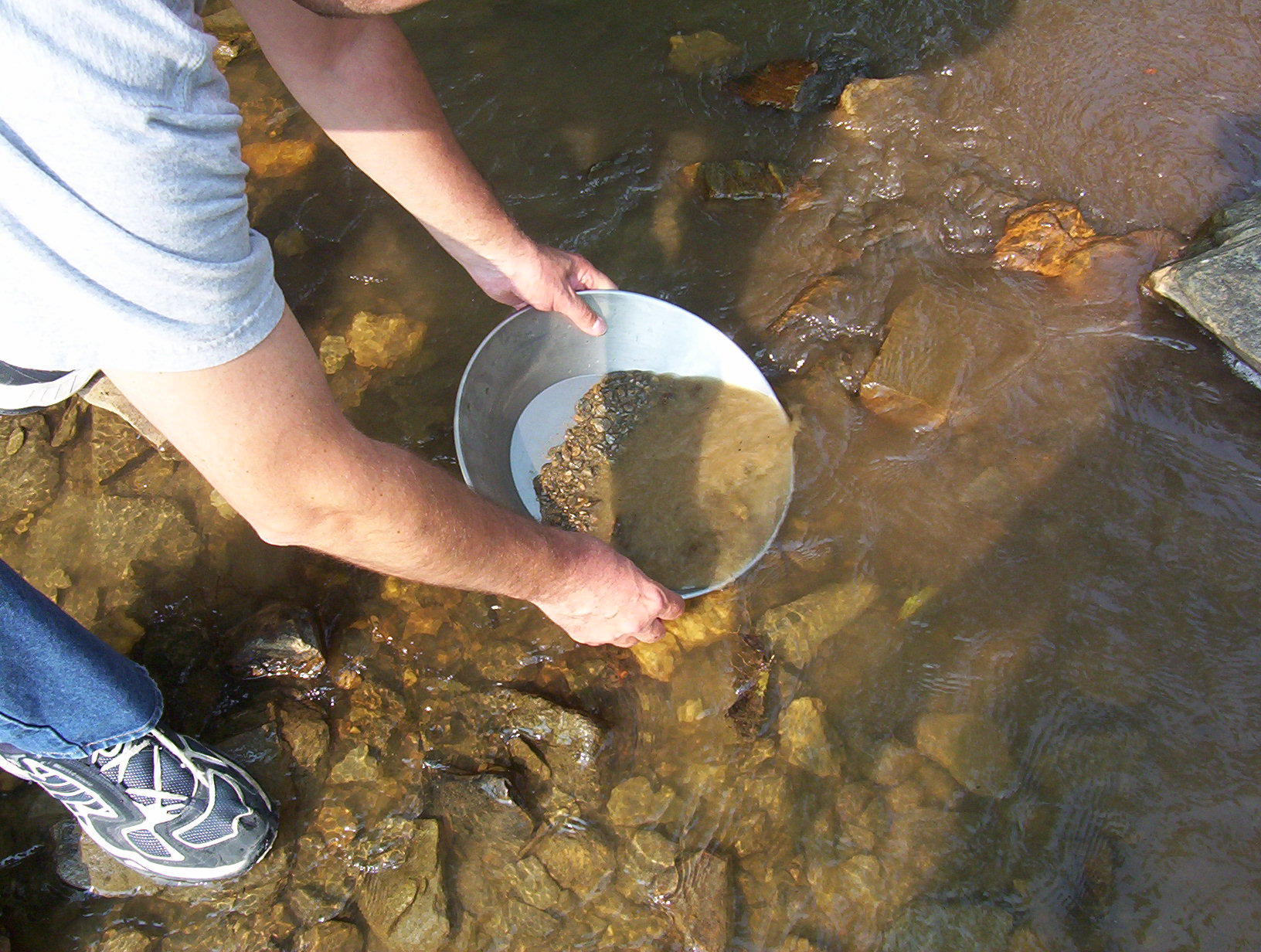
Batejant or en un placer al·luvial

En geologia, un placer és una acumulació natural de minerals valuosos formada per l'acció de la gravetat durant els processos sedimentaris.
Els materials que es poden trobar als placers han de ser duradors, químicament resistents a la meteorització, han de tenir una alta gravetat específica i significativament més densos que el quars (amb un pes específic superior a 2,65), ja que el quars és generalment el component predominant de la sorra o grava. Els placers contenen típicament sorra negra, una barreja de materials de color negre brillant formada per òxids de ferro, la majoria magnetita amb quantitats variables d'ilmenita i hematites. Alguns dels minerals més valuosos que sovint es troben en sorres negres i als placers són or, platí, cassiterita, magnetita, cromita, ilmenita, rútil, coure, zircó, monazita i diverses gemmes.
La minera de placer és una font important d'or, i va ser la principal tècnica utilitzada en els primers anys de moltes febres de l'or, incloent la febre de l'or de Califòrnia.